# Округ Оконто (Висконсин)
Оконто (енгл. Oconto County) је округ у америчкој савезној држави Висконсин.

## Демографија
По попису из 2010. године број становника је 37.660, што је 2.026 (5,7%) становника више него 2000. године.
| Група             | 2000.          | 2010.          |
| Белци             | 34.707 (97,4%) | 36.167 (96,0%) |
| Афроамериканци    | 48 (0,1%)      | 73 (0,2%)      |
| Азијати           | 72 (0,2%)      | 111 (0,3%)     |
| Хиспаноамериканци | 240 (0,7%)     | 519 (1,4%)     |
| Укупно            | 35.634         | 37.660         |